# 170 (tal)
170 är det naturliga talet som följer 169 och som följs av 171.

## Inom vetenskapen
- 170 Maria, en asteroid

## Inom matematiken
- 170 är ett jämnt tal.
- 170 är ett palindromtal i det kvarternära talsystemet.